# 东北鼩鼱
东北鼩鼱（学名：Sorex isodon）为鼩鼱科鼩鼱属的动物，广泛分布于欧亚大陆北部。在中国大陆，分布于黑龙江、辽宁、内蒙古、吉林等地。该物种的模式产地在西伯利亚贝加尔湖东北。
东北鼩鼱体形较小，和库页鼩鼱外形类似。它身体长度可以到达67毫米，包括43毫米的尾巴。